# علی‌آباد (جلیل‌آباد)
علی‌آباد (به ترکی آذربایجانی: Əliabad) یک منطقه مسکونی در جمهوری آذربایجان است که در شهرستان جلیل‌آباد واقع شده است. علی‌آباد ۷۹۸ نفر جمعیت دارد.